# Noricum
Noricum a Római Birodalom provinciája volt, mely a Keleti-Alpok térségét, elsősorban a mai Ausztria területét foglalta magában. A birodalom északi határán fekvő Noricum fontos szerepet játszott a barbárok elleni védekezésben. A provincia gazdasági és politikai központja a mai Zollfeld területén fekvő Virunum volt.

## Elhelyezkedése
Noricumot északon a Danuvius (Duna), keleten Pannónia, délen Pannónia és Itália határolta, nyugaton pedig az Inn választotta el Raetia provinciától. Területe kiterjedt a mai Alsó-Ausztria, Felső-Ausztria, Stájerország, Karintia és Salzburg osztrák tartományok legnagyobb részére és Szlovénia északi vidékére.

## Története
A Kr. e. 400 körül létrejött önálló kelta Noricumi királyság Aquileián keresztül állandó kereskedelmi kapcsolatot tartott fenn a rómaiakkal. Lakói részt vettek Iulius Caesar oldalán a Pompeius elleni háborúban, Kr. e 16-ban viszont a pannonokkal együtt betörtek a Birodalomba. Vereségük után Augustus hadvezérei, Tiberius és Drusus előbb a szomszédos Raetiát meghódoltatták, még ugyanebben az évben, Kr. e. 16-ban a noricumi királyság ("Regnum Noricum") területét is elfoglalták. Claudius uralkodása alatt olvasztották be a területet a Római Birodalomba. Marcus Aurelius idején (Kr. u. 161-180) markomannokkal vívott háború miatt a térség védelmi szerepe felértékelődött. Ekkor helyeztek ide egy egész légiót (Legio II Italica), valamint 3 dunai hajóraj, erődök és telepítések segítségével biztosították a területet a barbár támadások ellen.
A 3. század végétől, Diocletianus közigazgatási reformjai nyomán a provincia két részre osztották: az északi, Duna-menti területek Noricum Ripense, a déli, belső területek pedig Noricum Mediterraneum néven alkottak új területegységet. Mindkét kerület Pannonia tartományhoz (dioecesishez) tartozott. Az 5. század elején Noricum területére germán népek telepedtek, így a római fennhatóság itt is összeomlott.

## Népessége
Lakosainak zömét a kelta tauriszkusz törzs alkotta, akiket a rómaiak Noreia városáról noricumiaknak neveztek. A korábban itt élő bójokat a rómaiak idejére a géták már kiirtottak vagy beolvasztottak. További kelta törzsek voltak az Inn és Duna közt élő sevákok, a mai Salzburg környékén élő halaunok, és a Dráva völgyében letelepedett ambidrávok.

## Gazdasága
A provincia fő gazdasági tevékenysége domborzati okokból a bányászat volt. A noricumi vas és acél az egész Birodalomban híresek voltak, melyeket főleg Lauriacum fegyvergyára dolgozott fel. Jelentős volt a sóbányászat és szarvasmarha-tenyésztés is.

## Települései[1][3]
Városai főleg az Augusta Vindelicorumból Vindobonába vezető út mentén, a Duna mellett feküdtek. 

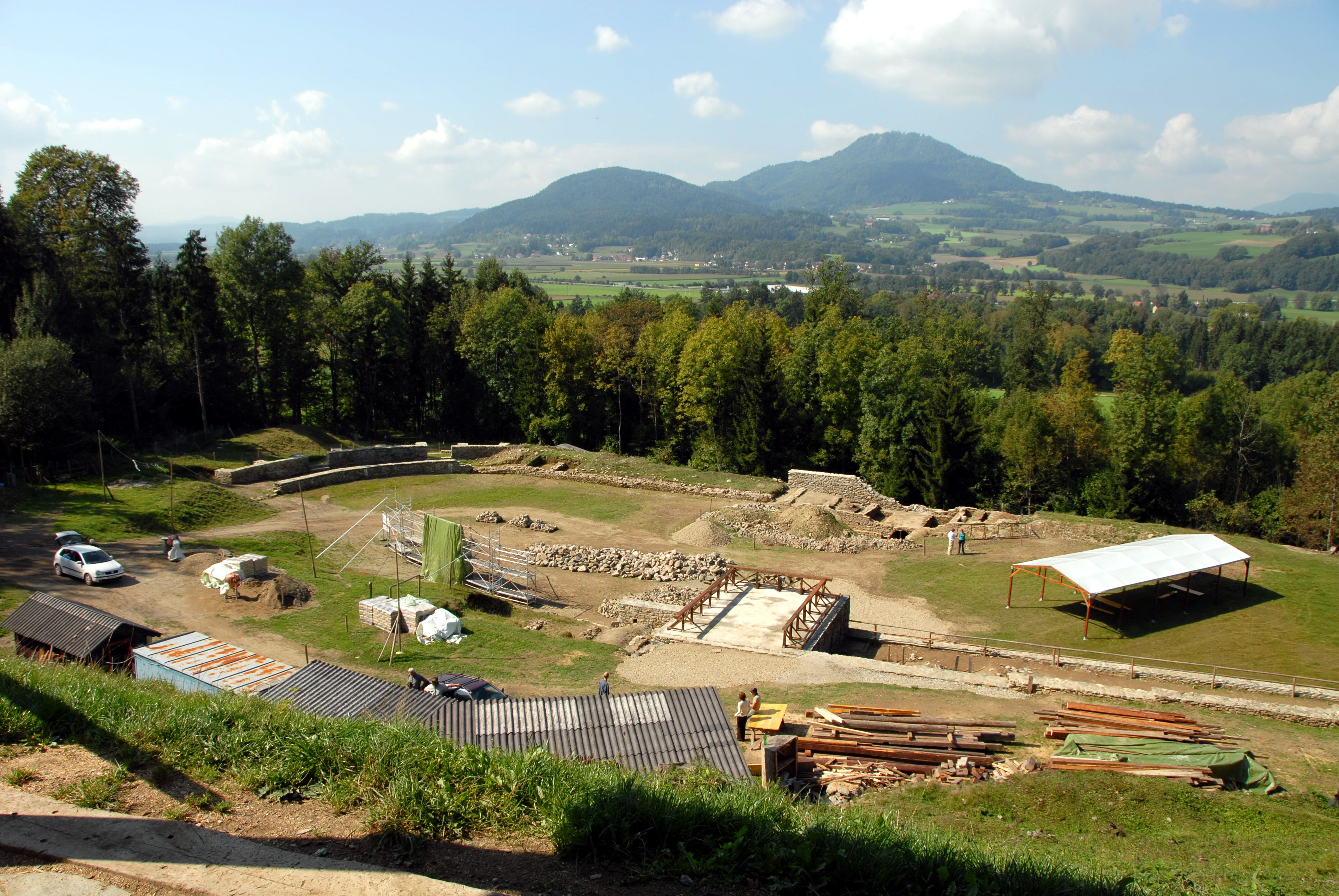
Virunum amfiteátrumának romjai

Települései:
| Római név  | Mai ország és név | Leírás                                                                                    |
| ---------- | ----------------- | ----------------------------------------------------------------------------------------- |
| Boiodurum  | Passau-Innstadt   | A Duna mentén                                                                             |
| Ioviacum   | Schlögen          | A Duna mentén                                                                             |
| Ovilava    | Wels              | A kettéosztott provincia északi részének székhelye a Duna mentén                          |
| Lentia     | Linz              | A Duna mentén                                                                             |
| Lauriacum  | Lorch             | Légió állomáshelye a Duna mentén                                                          |
| Faviana    | Mautern           | A Duna mentén                                                                             |
| Commagena  | Tulln             | A Duna mentén                                                                             |
| Augustiana | Traismauer        | A Duna mentén                                                                             |
| Astura     | Zeiselmauer       | A Duna mentén                                                                             |
| Cetium     |                   |                                                                                           |
| Cucullae   | Kuhl              | A Salzach mentén                                                                          |
| Iuvavum    | Salzburg          | A Salzach mentén                                                                          |
| Bedaium    | Seebruck          | A Chiemsee északi partján                                                                 |
| Ad Pontem  | Lind (Ausztria)   | A Dráva mentén                                                                            |
| In Murio   | Moosham           | A Dráva mentén                                                                            |
| Asuntum    |                   | A Száva mentén                                                                            |
| Teurnia    | Spittal           | A Száva mentén                                                                            |
| Santicum   | Villach           | A Száva mentén                                                                            |
| Virunum    | Zollfeld          | Tartományi székhely a Száva mentén                                                        |
| Celeia     | Celje             | A Száva mentén                                                                            |
| Noreia     | ismeretlen        | Az egykori Noricumi királyság központja, melyről a rómaiak az egész provinciát elnevezték |